# 小行星4341
小行星4341（英語：4341 Poseidon）是一颗围绕太阳公转的小行星。1987年5月29日，卡罗琳·舒梅克在帕洛马山发现了此天体。
这颗小行星的绝对星等为15.62241856465681等。小行星4341以希臘神話的海神波塞頓命名。